# Cividade de Bagunte
La Cividade de Bagunte ou Casto de Bagunte est un site archéologique, l'un des plus importants de la civilisation de culture des castros de la péninsule ibérique. Elle est située dans la freguesia de Bagunte (pt), sur le territoire de la municipalité de Vila do Conde (district de Porto, Portugal),.
Elle est classée monument national depuis 1910 .

## Historique
C'est l'une des plus grandes colonies de la culture des castros au nord-ouest de la péninsule ibérique et était un centre de population de taille considérable, aux côtés d'autres colonies telles que la Citânia de Sanfins (Paços de Ferreira), la Citânia de Briteiros (Guimarães), le Castro das Eiras (Vila Nova de Famalicão) et le Castro de Alvarelhos (Trofa). En tant que site archéologique, c'est l'un des vestiges historiques les plus importants de la commune de Vila do Conde.

## Description
Située en position dominante au sommet d'une colline, c'est une colline fortifiée de l'âge du fer, plus tard romanisée. Elle gardait l'entrée des vallées de l'Ave et de l'Este, soutenue par un groupe de petites colonies de la même époque, coexistant dans la région environnante.
Il y avait environ huit cents maisons, où vivaient deux à quatre mille personnes, réparties sur une superficie d'environ 50 ha. Elle comportait au moins cinq rangées de murailles, à l'intérieur desquelles étaient identifiées des structures d'habitation à plan principalement circulaire et rectangulaire, regroupées en blocs apparents.

## Galerie

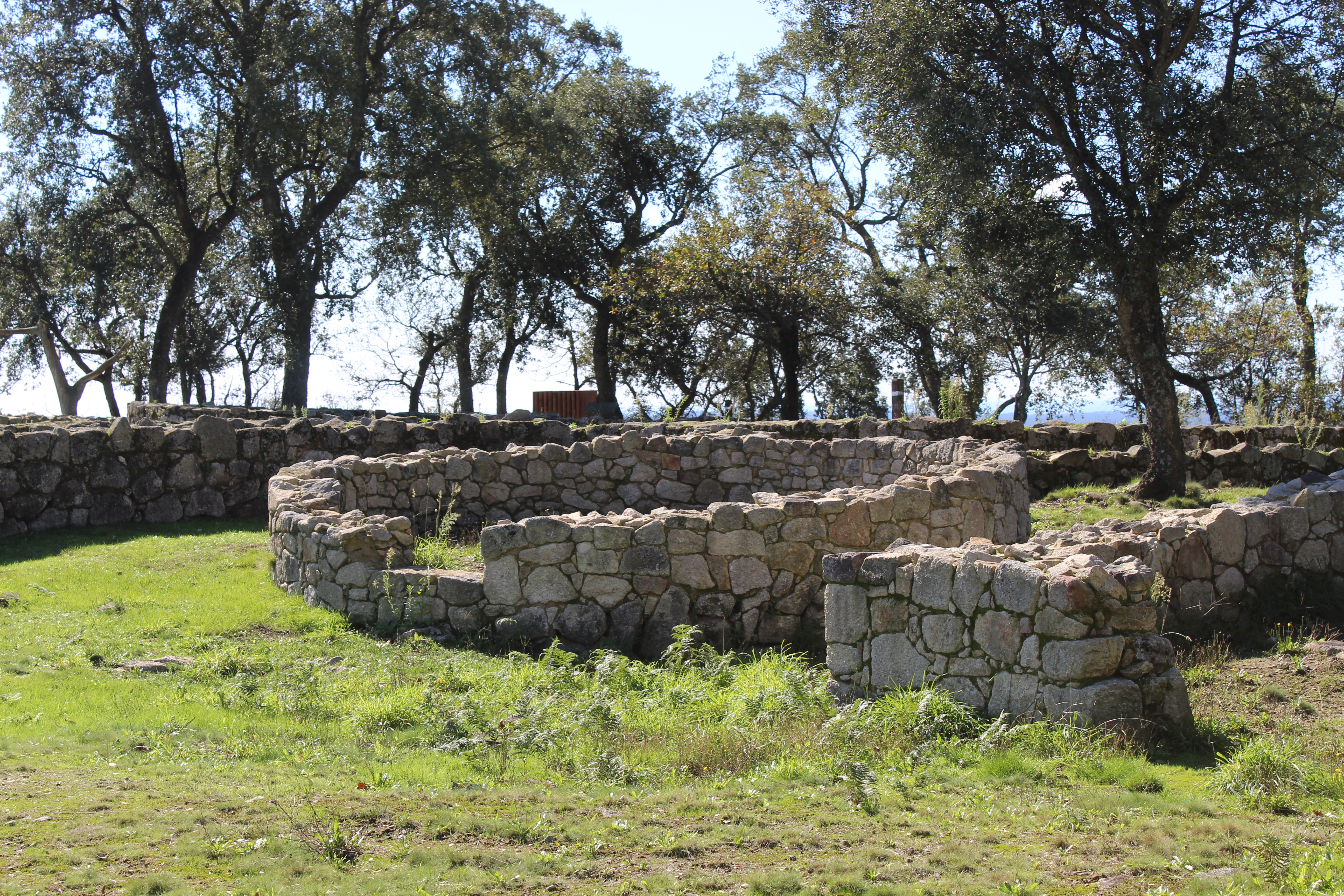
Habitation circulaire
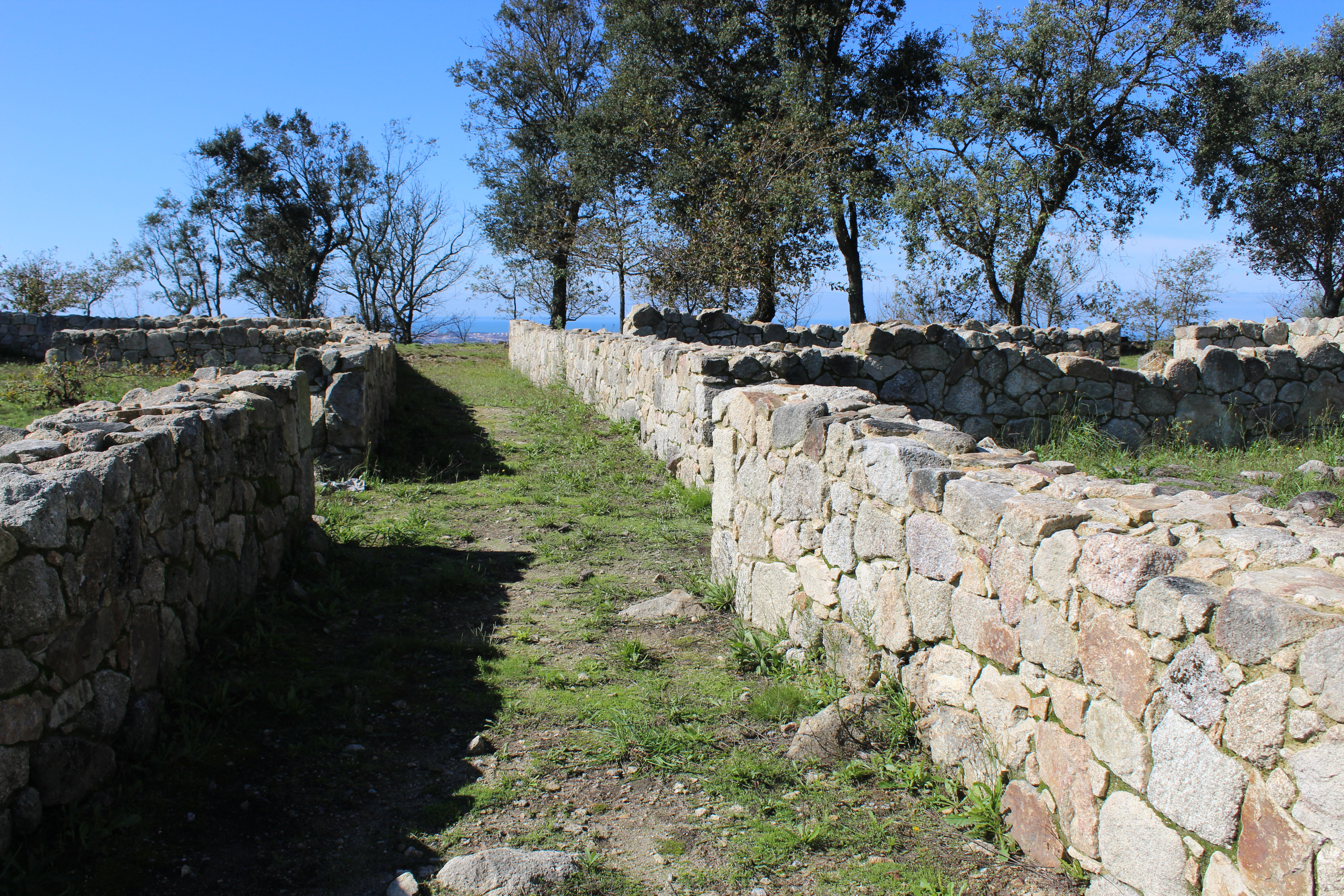
Murailles et chemin